# António Alva Rosa Coutinho

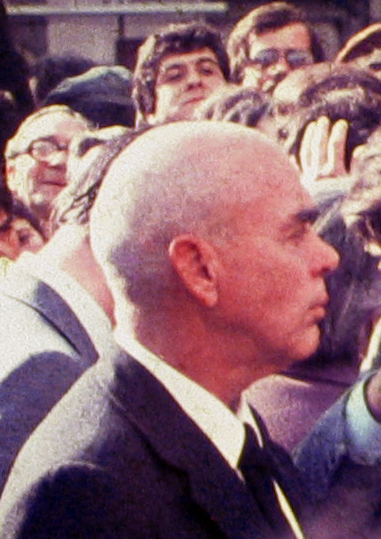
António Alva Rosa Coutinho

António Alva Rosa Coutinho (también conocido como El Almirante Rojo) (Lisboa, 14 de febrero de 1926 - 2 de junio de 2010) fue un almirante portugués y político de la segunda mitad del siglo XX.

## Biografía
Oficial de la Marina, pasó la mayor parte de su carrera naval a bordo -y en ciertos momentos, al mando- de los buques hidrográficos. En los años 60, estando de patrulla y búsqueda en el río Zaire fue capturado por la guerrilla del Frente Nacional para la Liberación de Angola (FNLA) y pasó unos meses secuestrado. 
Durante la revolución de los claveles (25 de abril de 1974) era capitán de navío y fue uno de los miembros de la Marina asignados para integrar la Junta de Salvación Nacional (JSN). Después fue promovido a Vicealmirante. En los primeros meses despùés de la reinstauración democrática su aportación no fue en exceso relavante, pero llegó a coordinar el Servicio de Extinción de la PIDE-DGS (policía política) y la Legión Portuguesa. 
A finales de julio, tras la renuncia del último Gobernador General de Angola, el general Silvino Silverio Marques, Rosa Coutinho fue nombrado para reemplazarlo como presidente de la Junta de Gobernadores de Angola. Fue confirmado por la Junta de Defensa Nacional a finales de septiembre de 1974, nombrándosele Alto Comisionado en Angola a partir de octubre. Rosa Coutinho permanecido en el territorio hasta la firma acuerdo de Alvor (enero 1975), entre los portugueses y los tres movimientos de liberación -FNLA, el Movimiento Popular para la Liberación de Angola (MPLA) y la Unión Nacional para la Independencia Total de Angola (UNITA)-. Sus acciones en Angola se suelen considerar como favorables para el MPLA. Defendió la integridad territorial de Angola contra los separatistas de Cabinda respaldado por Zaire. 
El proceso angoleño y su actitud en 1975, próxima al Partido Comunista Portugués (PCP), le valió el epíteto "Almirante rojo". En los primeros meses del año vio estuvo ligado a la elaboración de "leyes revolucionarias" con el fin de radicalizar el proceso político iniciado en abril de 1974. Así, tras los sucesos del 11 de marzo de 1975 en los que se radicalizó la política portuguesa, Rosa Coutinho se incorporó al Consejo de la Revolución (CR) recién creado. No obstante, se mantuvo fiel al gobierno en el intento de golpe de Estado del 25 de noviembre de 1975.
Tras abandonar el ejército, participó en los movimientos de solidaridad con Angola y en campañas de apoyo a partidos de la izquierda portuguesa.